# 有馬一純
有馬 一純（ありま かずずみ）は、江戸時代後期の越前国丸岡藩の世嗣。官位は肥前守。様々な事情のため幾度も改名した（後述）。

## 生涯
寛政元年（1789年）、薩摩藩主・島津重豪の子として江戸の薩摩藩芝邸にて誕生した。母は側室・石井氏。初名は時之丞。翌年に「重豪四男」として公式に届けられた。享和3年（1803年）に諸之丞と改名。
文化元年4月10日（1804年5月19日）、丸岡藩5代藩主・有馬誉純の婿養子となった。正室は誉純の娘国子。同年同月27日には丸岡藩江戸藩邸に入り「有馬蔵人一純」と改名した。同年12月16日（1805年1月16日）には諸大夫に列せられ、肥前守となる。
ところが、文政2年2月17日（1819年3月12日）に、病弱を理由として家督相続前に廃嫡、離縁された。そのため有馬家を出て島津家の部屋住となった上、「島津左近久亮」とまた改名している。さらにその3年後の文政5年（1822年）には「久昵」と改名した。
天保5年（1834年）、田浦にて死去。墓所は福昌寺、法名は「本光院殿瑞巌永祥大居士」。
正室・国子との間に一人娘・冬姫を儲けており、種姫は祖父・誉純の養女となって有馬徳純の正室となった。また、島津家に戻ってからの文政6年に尾張屋新蔵の娘との間に善次郎なる息子を儲け、兄・島津斉宣の養子とされたが、誕生からわずか1か月で没している。